# Louis Pécour
Guillaume Louis Pécour (ou Pécourt, né à Paris le 10 août 1653 et mort à Paris le 12 avril 1729 pendant une représentation de Tancrède) est un danseur et chorégraphe français.

## Biographie
Formé par Pierre Beauchamp, Pécour débute en 1671 dans le ballet Psyché de Molière et Lully. Succédant à son maître, il est nommé compositeur des ballets de l'Académie royale de musique en 1687 et règle de nombreux ballets pour l'Opéra, la cour et le collège jésuite Louis-le-Grand.
Raoul Feuillet, qui le considère comme « le modèle des plus parfaits danseurs », publie quelque cent vingt de ses chorégraphies dès 1700. Il a autorisé Michel Gaudrau, danseur de l'Académie de musique, puis maître à danser à Madrid, à publier en 1711, un recueil de ses entrées. Ces publications ont été poursuivies par Jacques Dezais, autre maître à danser, jusqu'en 1728.

## Publications
- Michel Gaudrau, Louis Pécour, Nouveau recüeil de dances de bal et celles de ballets, contenant un très grand nombres des meillieures entrées de ballet, de la composition de M. Pécour, tant pour hommes que pour femmes qui ont été dansées à l'Opéra... recüeilles et mises au jour par M. Gaudrau, Paris, M. Gaudrau, 1711 (lire en ligne)